# Upplands runinskrifter 904
Upplands runinskrifter 904 är en vikingatida runsten i Västerby, Läby vad, Läby socken och Uppsala kommun.
Runstenen är känd redan sedan 1500-talet. Den är av ljus granit, 1,48 meter hög, 1,1 meter bred och 0,2-0,48 meter tjock. Stenen föll omkull någon gång efter 1728 och föll i glömska, men återfanns på mitten av 1800-talet. Stenen står troligen på sin ursprungliga plats men med ristningssidan riktad åt ett annat håll än det ursprungliga.

## Inskriften
Ristningen är grund och runhöjden cirka 7-8 centimeter. Inskriften är i stort sett densamma som på U 901 och ristningens ord stenar syftar av allt att döma på dessa båda stenar. På ristningen kan man urskilja vad som troligen är ett par björnar. Såväl U 904 som U 901 är ristade av runmästaren Åsmund Kåresson.
Translitterering av runraden:
+ iarl + uk| |karl + uk ihulbiurn litu rita stino þisa + uk| |kirua bru þisa + abtiʀ + iufur + faþur sin
Normalisering till runsvenska:
Iarl ok Karl ok Igulbiorn letu retta stæina þessa ok gærva bro þessa æftiʀ Iofur, faður sinn.
Översättning till nusvenska:
Jarl och Karl och Igulbjörn läto resa dessa stenar och göra denna bro efter Jovur, sin fader